# Garuda 1
O Garuda 1, também conhecido por ACeS 1, é um satélite de comunicação geoestacionário construído pela Lockheed Martin. Ele está localizado na posição orbital de 123 graus de longitude leste e é operado pela ACeS. O satélite foi baseado na plataforma A2100AXX e sua expectativa de vida útil era de 12 anos.

## História
Na época de seu lançamento, foi a mais pesada carga comercial a ser lançado por um Proton. Durante o seu lançamento, o estágio superior do bloco DM3 fez três queimas em vez das duas habituais. Esta foi a primeira vez que o Bloco DM tinha usado um perfil de subida de três queima.
Após o seu lançamento e testes em órbita, foi colocado em órbita geoestacionária a 123 graus leste, de onde presta serviços de comunicação para a Ásia. É equipado com 88 transponders, permitindo-lhe cobrir todo o continente com 140 feixes pontuais.
O Garuda 1 era originalmente para ser complementado por um segundo satélite (o Garuda 2), mas o plano não se concretizou.
Uma anomalia em algumas das antenas foi descoberto em setembro de 2000, e reduziu significativamente a capacidade de comunicação do satélite. Poucos anos depois, mais anomalias foram encontradas, reduzindo ainda mais a sua capacidade em mais de 50%. Várias ações reparativas foram tomadas pelos engenheiros da ACeS para salvar o satélite e espera-se que o mesmo sobreviva até 2015.

## Lançamento
O satélite foi lançado com sucesso ao espaço no dia 12 de fevereiro de 2000, às 09:11 UTC, por meio de um veiculo Proton-K/Blok-DM3 a partir do Cosmódromo de Baikonur, no Cazaquistão. Ele tinha uma massa de lançamento de 4 500 quilos.

## Capacidade e cobertura
O Garuda 1 é equipado com 88 (mais 22 de reserva) transponders de banda L para fornecer serviços de telefonia móvel com cobertura em toda a Ásia.